# Игал Алон
Игал Алон (на иврит: יגאל אלון) е израелски политик от партията Маарах.

## Биография
Той е роден на 10 октомври 1918 година в село Кфар Тавор в Палестина, по това време част от Османската империя. В края на 30-те години става офицер в паравоенната организация Хагана, а през 1941 година е сред създателите на нейния елитен корпус Палмах, като остава на служба в израелската армия до 1950 година. Той е министър на труда (1961 – 1967) и вицепремиер и министър на имиграцията (1967 – 1969) в правителствата на Давид Бен-Гурион и Леви Ешкол, а след смъртта на Ешкол в продължение на няколко седмици изпълнява длъжността министър-председател. Остава вицепремиер и министър на просветата и културата и в правителството на Голда Меир (1969 – 1974), а след това е външен министър при Ицхак Рабин (1974 – 1977).
Игал Алон умира на 29 февруари 1980 година в Афула.